# Don Was
Don Was (født Don Fagenson, 13. september 1952 i Detroit, Michigan) er en amerikansk musiker, bassist og pladeproducent.
Fagenson tog afgangseksamen fra Oak Park High School i Detroit-forstaden Oak Park, derefter kom han ind på University of Michigan i Ann Arbor, men droppede ud efter det første år. Han voksede op med Detroit-blues og jazzmusik af John Coltrane og Miles Davis.
Han brugte kunstnernavnet "Don Was", da han dannede gruppen Was (Not Was) , der udgav mange albummer i 1980'erne, før de gik fra hinanden i 1993. Jazzalbummet, Forever Is a Long Long Time blev udgivet af hans nye band, Orquestra Was i 1996.
Don Was har fået stor anerkendelse som succesrig pladeproducent, og har produceret for kunstnere som Bob Dylan, The Rolling Stones, Carly Simon, Iggy Pop, Brian Wilson, Roy Orbison, B.B. King, Ziggy Marley, Al Green, Garth Brooks, Ringo Starr, Lyle Lovett, Joe Cocker, Willie Nelson, Elton John og Jaguares. Desuden har han også produceret en række albummer for Bonnie Raitt, blandt andre hendes album Nick of Time, der i 1990 fik en Grammy Award som "Album of the Year" (årets album).
I 1995 modtog han en Grammy som "Producer of the Year" (årets producent). I 1997 instruerede og producerede han dokumentaren I Just Wasn't Made for These Times, der handler om det tidligere medlem af Beach Boys, Brian Wilson. Filmen havde premiere på Sundance Film Festival og vandt San Francisco Film Festival's Golden Gate Award. Was modtog en British Academy Award (BAFTA) fra British Academy of Film and Television Arts for "Best Original Score" (bedste originale lydspor), som anerkendelse for sine kompositioner til filmen Backbeat.
Han er far til trommeslageren fra Eve 6, Tony Fagenson.